# 大口砂棲七鰓鰻
大口砂棲七鰓鰻（學名：Entosphenus macrostomus），為圓口綱七鰓鰻目七鰓鰻科砂棲七鰓鰻屬的一種，被IUCN列為瀕危保育類動物，分布於北美洲加拿大卑詩省溫哥華島南部考伊琴湖和梅薩奇湖，且不具洄游性，成魚口上板有3顆，中齒較外側齒小；口下板，單尖牙5-6顆；第一排前牙，3顆單尖牙，外側缺失；後牙1排，14-21 顆牙齒，每側外側2-3顆為雙尖牙，內側牙齒為單尖牙；橫舌板，單尖齒13-20顆，中尖齒稍擴大，背鰭2個，尾鰭鏟形，背部深藍色或深棕色，腹部顏色較淺，體長可達27.3公分，壽命可達2年，棲息在湖泊礫石底質區域，幼魚在湖沿岸的淤泥沉積物中被發現，以細小的有機碎屑為食，成魚會附著在其他魚類身上以吸食其體液，產卵時間為五月至八月，在各自湖泊的淺礫石灘或小溪口，雌魚兩至三週內可產下超過10,000顆卵。